# Otabisho

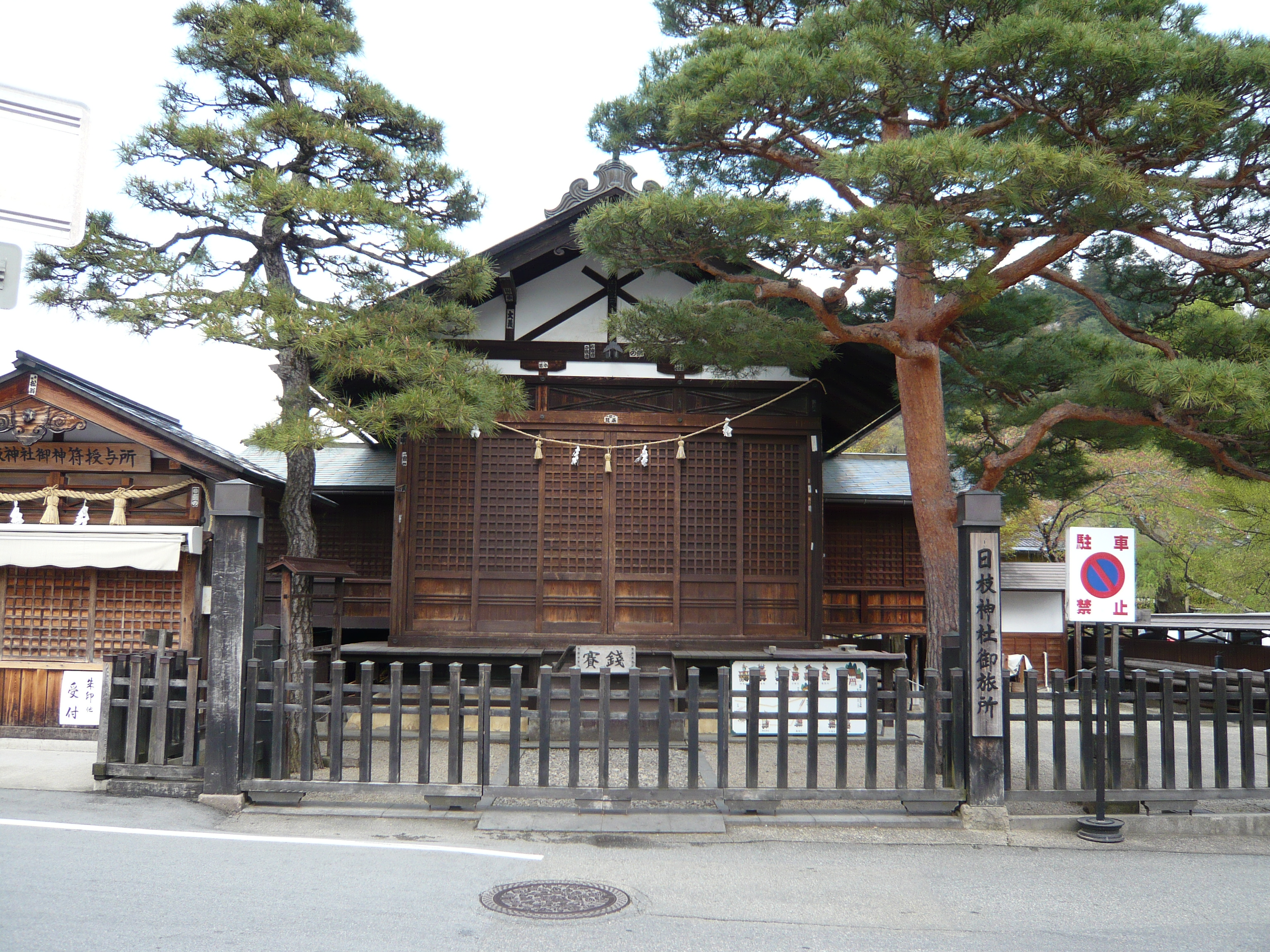
Otabisho en Takayama.

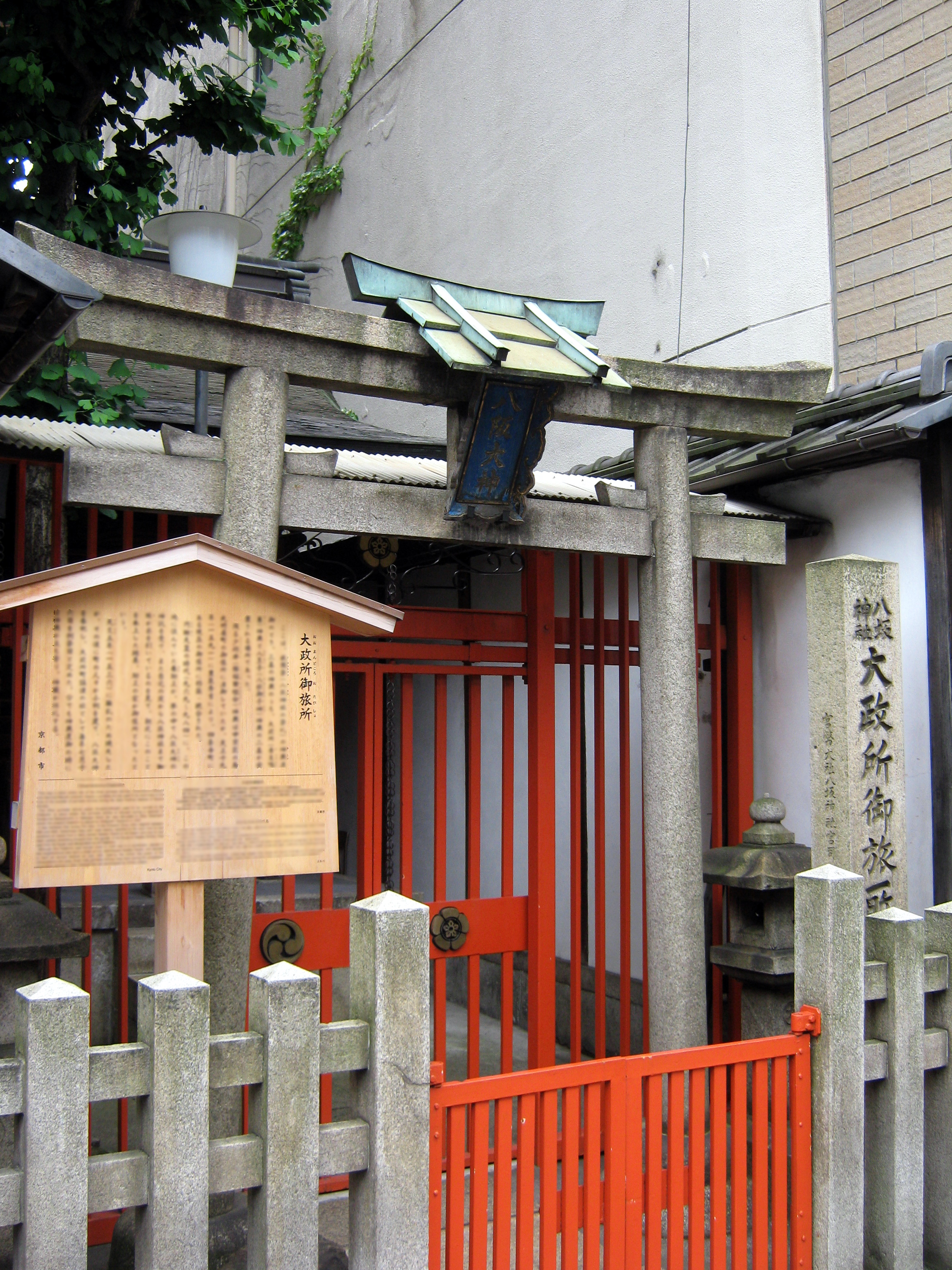
Otabisho del Santuario Yasaka, Kioto.

Un otabisho (御旅所?  "el lugar del viaje"), también llamado okariya, angū o kamiyado es un lugar que sirve como destino temporal o punto de descanso intermedio del altar portátil mikoshi que lleva a un kami en procesión ritual en su honor.
En función del tipo de procesión o festividad, la representación del kami debe transportarse desde su residencia habitual hasta su destino final, parando en los otabishos.
Suele ser normal que existan varias ubicaciones de otabishos en puntos concretos seleccionados a lo largo del recorrido en función de alguna relación especial con el santuario de origen y su objeto de adoración (saijin), para las diferentes procesiones de los kami y para poder descansar. Algunos otabishos son estructuras especiales dedicadas permanentemente a este fin y en otros casos, puede ser un santuario auxiliar fuera de los recintos del santuario principal (keidaichi). A la llegada del mikoshi a un otabisho, se suelen observar algunos ritos y se pueden representar danzas o cortas piezas teatrales para que el kami pueda entretenerse mientras descansa en su asiento divino.

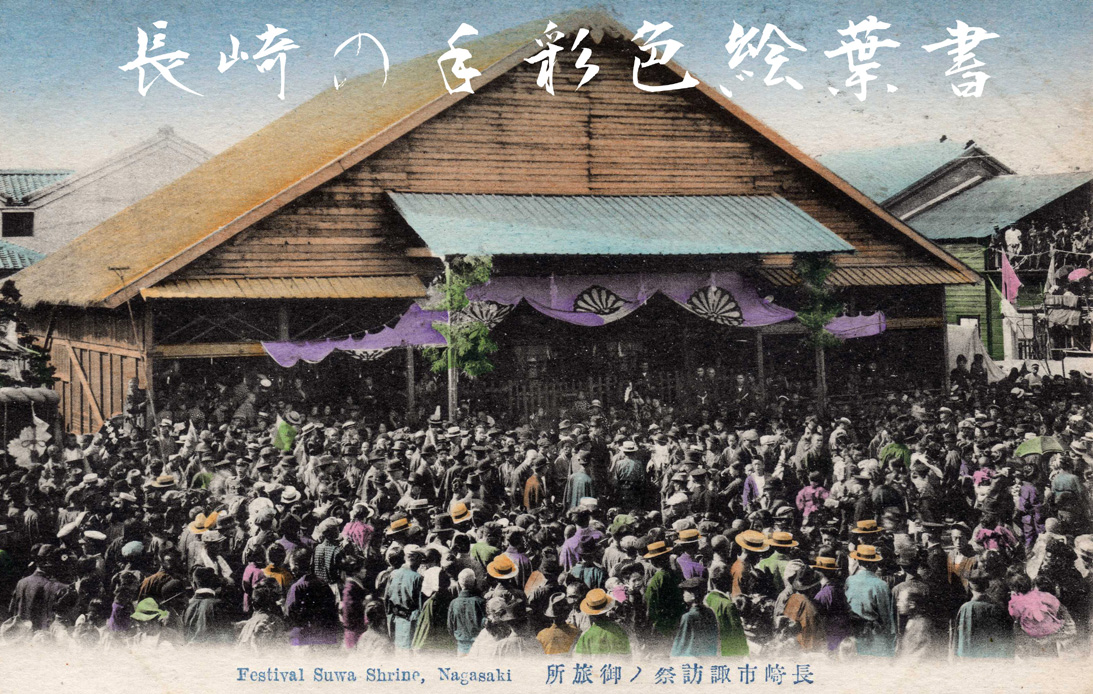
Otabisho en fiesta del Santuario Suwa (Nagasaki).

## Similitudes
El otabisho puede tener su equivalencia en otras religiones como en las conocidas procesiones cristianas o en las procesiones del Antiguo Egipto cuando se portaba la divinidad en una barca sagrada y se disponían lugares de descanso, las "capillas" del reposadero de la barca, donde también se hacían diferentes rituales dependiendo de la festividad, como en el caso de la Bella Fiesta del Valle. 